# Mecseknádasd
Mecseknádasd (Duits: Nadasch) is een plaats (község) en gemeente in het Hongaarse comitaat Baranya. Mecseknádasd telt 1537 inwoners (1-1-2010), waarvan de meeste behoren tot de Donau-Zwaben: een groot deel van de inwoners heeft een Duits dialect als eerste moedertaal. Het dorp heeft een jaarlijks terugkerende landelijke wijnwedstrijd, die de grootste is van het land. In Mecseknádasd werkten er tot in de jaren vijftig van de 20e eeuw er, na Boedapest, het grootste aantal kuipers van het land. Van de ongeveer 40 kuipers zijn er geen meer actief.
In de loop van de geschiedenis heeft het dorp verschillende namen gehad, alle een variatie op de oorspronkelijke naam: van 1233 tot 1292: Nadasth, tot 1696: Rácnádasd (Rác = Serviër of servisch) duidt op de bevolking in het dorp), tot 1903 Nádasd, tot 1950 behoort het gebied tot het bisdom Pécs en heet dan Püspöknádasd / Bisschofsnadasch en vanaf 1951: Mecseknádasd, omdat het op de noordoostelijke uitlopers van het Mecsekgebergte ligt. De tegenwoordige inwoners noemen het dorp Mecseknádasd (of Nadasch), mede ter onderscheid met Nádasd in het comitaat Vas.

## Geografie
Ligging
Mecseknádasd ligt in het noordelijke deel van het komitaat Baranya, noordoostelijk van Pécsvárad, in een naar Bonyhád lopend dal tegen de uitlopers van het Mecsekgebergte. De door het dorp lopende weg nr 6 is gebouwd in 1952.
De nederzettingen liggen in de dalen en zijdalen, meestal langs de rand van de beek. Het dorp is een regelmatig wegdorp. Het buurdorpje Óbánya (Altglashütte) ligt op 5 km afstand naar het westen. Het buurdorpje Ófalu (Ohwala) ligt op 6 km afstand naar het oosten. In het bosgebied ten zuiden van Mecseknádasd ligt aan een onverharde weg het vrijwel verlaten gehucht Vadászcsárda (vroeger ook wel Husewitsch; Duits:Jégerwirtshaus) aan de onverharde weg naar Apátvarasd (Duits: Warasch) en Erdősmecske (vroeger ook wel Rácmecske; Duits: Metschke). De dichtstbijzijnde kleinere steden op ca. 10 km afstand zijn Pécsvárad (Duits: Petschwahr) en Bonyhád (Duits: Bonnhard). Ten westen van Mecseknádasd ligt het bosrijke en beschermde gebied Oost-Mecsek (Hongaars: Kelet-Mecsek Tájvédelmi Körzet).
Economie
In Mecseknádasd vindt van oudsher wijnbouw plaats. Aangezien de omgeving minder geschikt was voor akkerbouw, legden de bewoners zich toe op ambachten in verband met wijnbouw, steen- en houtbewerking. Zo er waren veel houtzaagmolens, steenhouwers, kuipers, meubelmakers, wagenmakers, wevers, schoenmakers en pottenbakkers. Mecseknádasd en Óbánya waren bekend door de werkplaatsen van verschillende pottenbakkers.
Klimaat
Het klimaat is iets droger en extremer dan in het westelijke Mecsekgebergte. De lente valt relatief vroeg in. In mei zijn er frequent onweersbuien. Wolkbreuken komen gemiddeld eens in de vijf jaar voor, met grote schade voor de landbouw. 's Zomers is het gewoonlijk droog en warm. De milde herfst houdt gewoonlijk lang aan. De winter is overwegend helder en heeft weinig mistdagen. Het is dan gematigd koud en de sneeuw blijft zelden voor langere tijd liggen.
Waterhuishouding
De door het dorp lopende beek Öregpatak / Altbach had tot de Tweede Wereldoorlog een grote betekenis in de energievoorziening van de meer dan 15 watermolens. De naam van het dorp hangt waarschijnlijk samen met de moerassige omgeving met veel riet = nád.
Plantengroei
De omgeving is grotendeels bebost met eik, beuk, haagbeuk. De tamme kastanje is een mediterrane soort.
Dieren en jacht
Veel voorkomende dieren waarop gejaagd wordt zijn edelhert, ree, wild zwijn, fazant en ander klein wild.

## Geschiedenis
Baranya werd voor de Romeinse tijd bewoond door Kelten. De Romeinse tijd begon omstreeks het jaar 100. Op verschillende plaatsen zijn stenen werktuigen en aardewerk tevoorschijn gekomen. Primitieve werktuigen zijn in het noordelijke deel gevonden, verder ontwikkelde in de zuidelijke delen van Baranya. De nederzetting van Nádasd is waarschijnlijk gezien de archeologische vondsten in de steentijd: neolithische "Plattmeißel" (ceseel) en geslepen "Steinmeißel" (steenbeitel)
Na de Romeinse tijd en het rijk van de Hunnen trok er in de Middeleeuwen een golf van de volksverhuizing door het land. Vooral Germaanse stammen zoals Goten en Longobarden wisselden elkaar af, alleen Avaren vestigden zich langduriger. Later kwam Transdanubië onder de heerschappij van de Karolingers. Tot de belangrijkste bevolkingsgroepen in de Pannonische vlakte behoorden de Slavische volkeren.
In 895 vestigden zich de Hongaren in de Pannonische vlakte, en Baranya werd in 897 veroverd. Waarschijnlijk vestigden zich hier de stam van Botond.
Vanaf Stefanus I zijn er meer gegevens over Baranya en Nádasd. In Baranya vormde de stad Pécs het belangrijkste middelpunt als vestigingsplaats van de bisschop. Koning Stefanus I stichtte de benedictijner abdij van Pécsvárad, waartoe 41 dorpen behoorden.

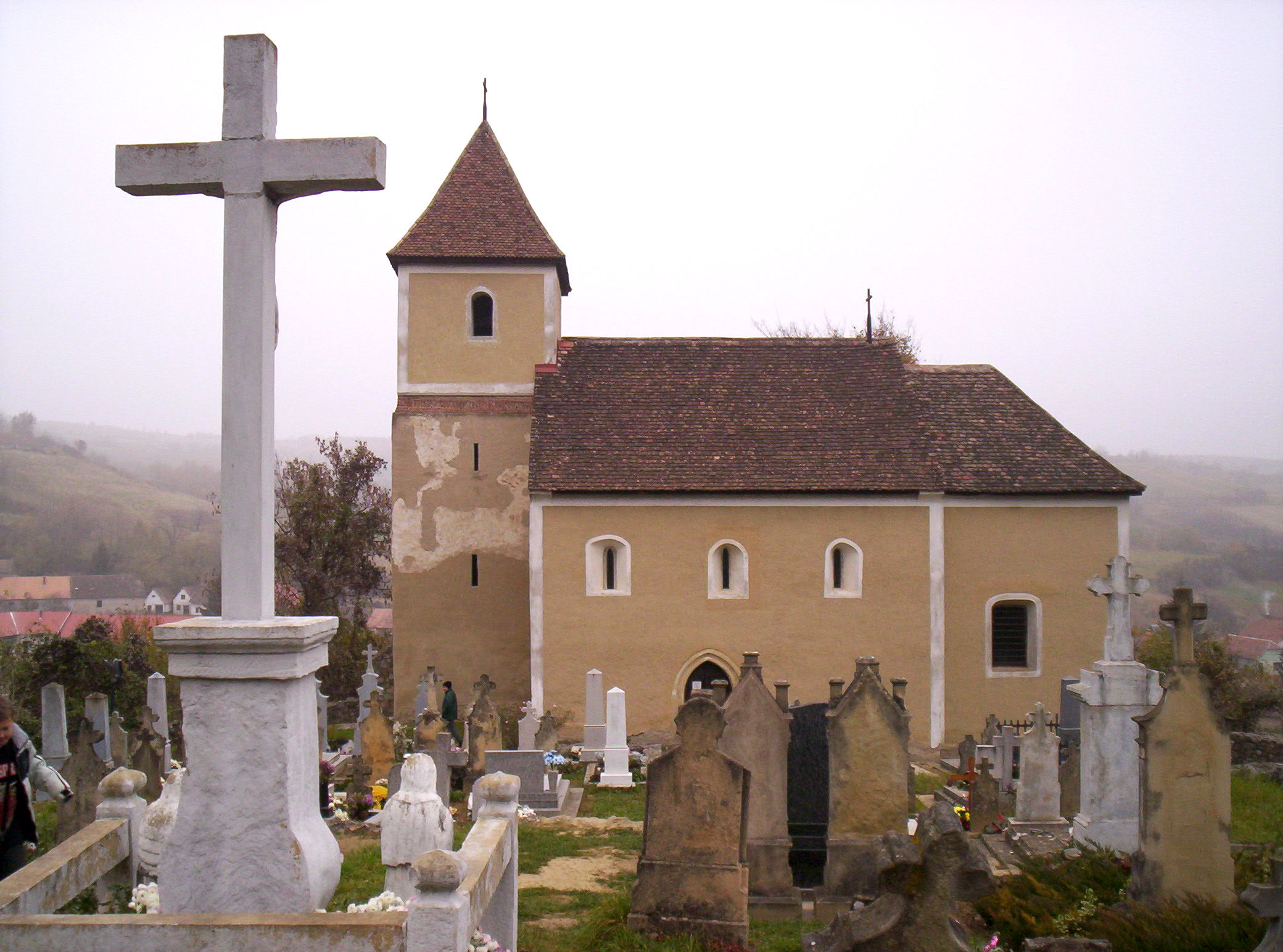
de middeleeuwse Szt. István kápolna
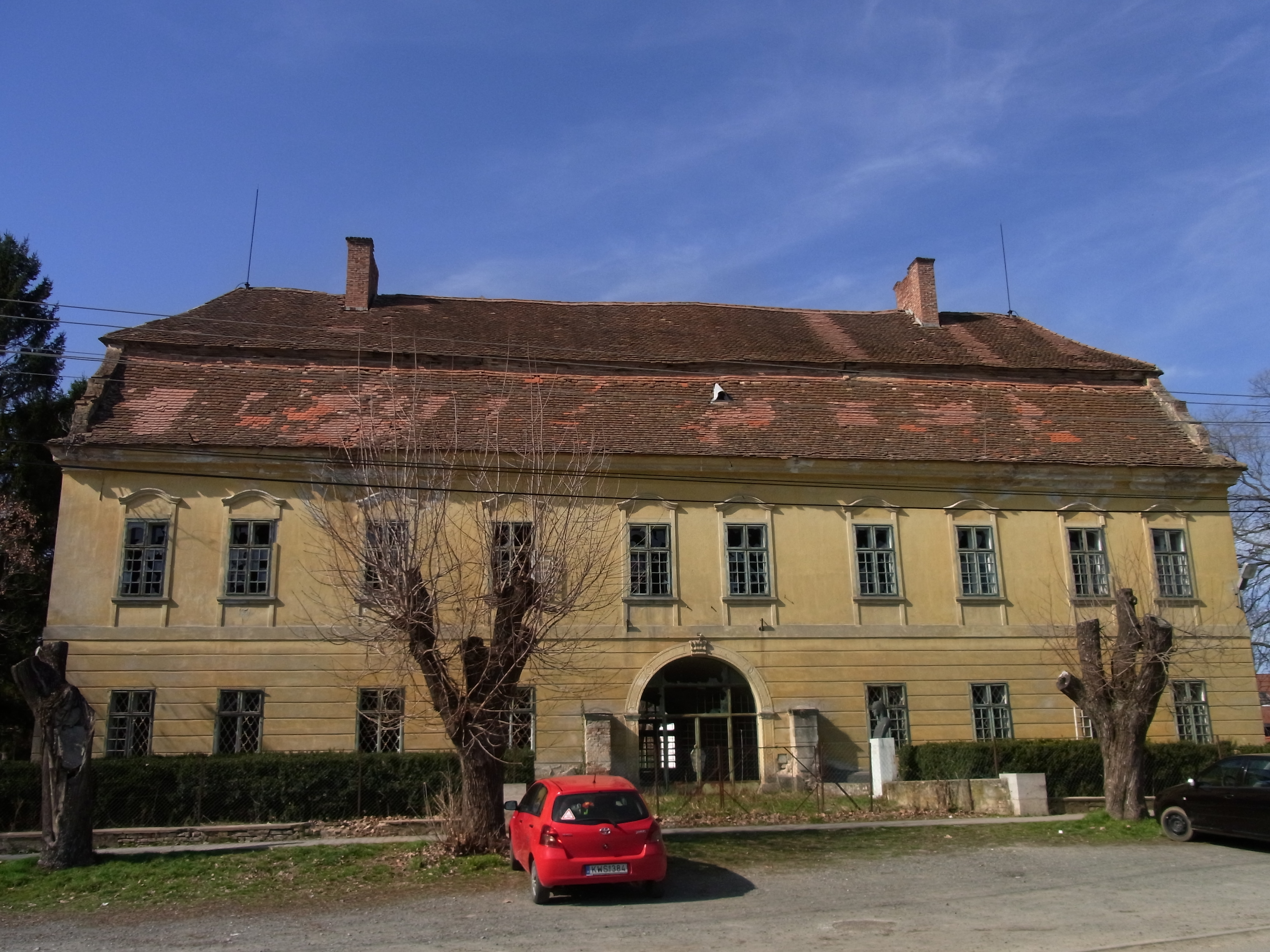
het buiten gebruik zijnde bisschoppelijk paleis
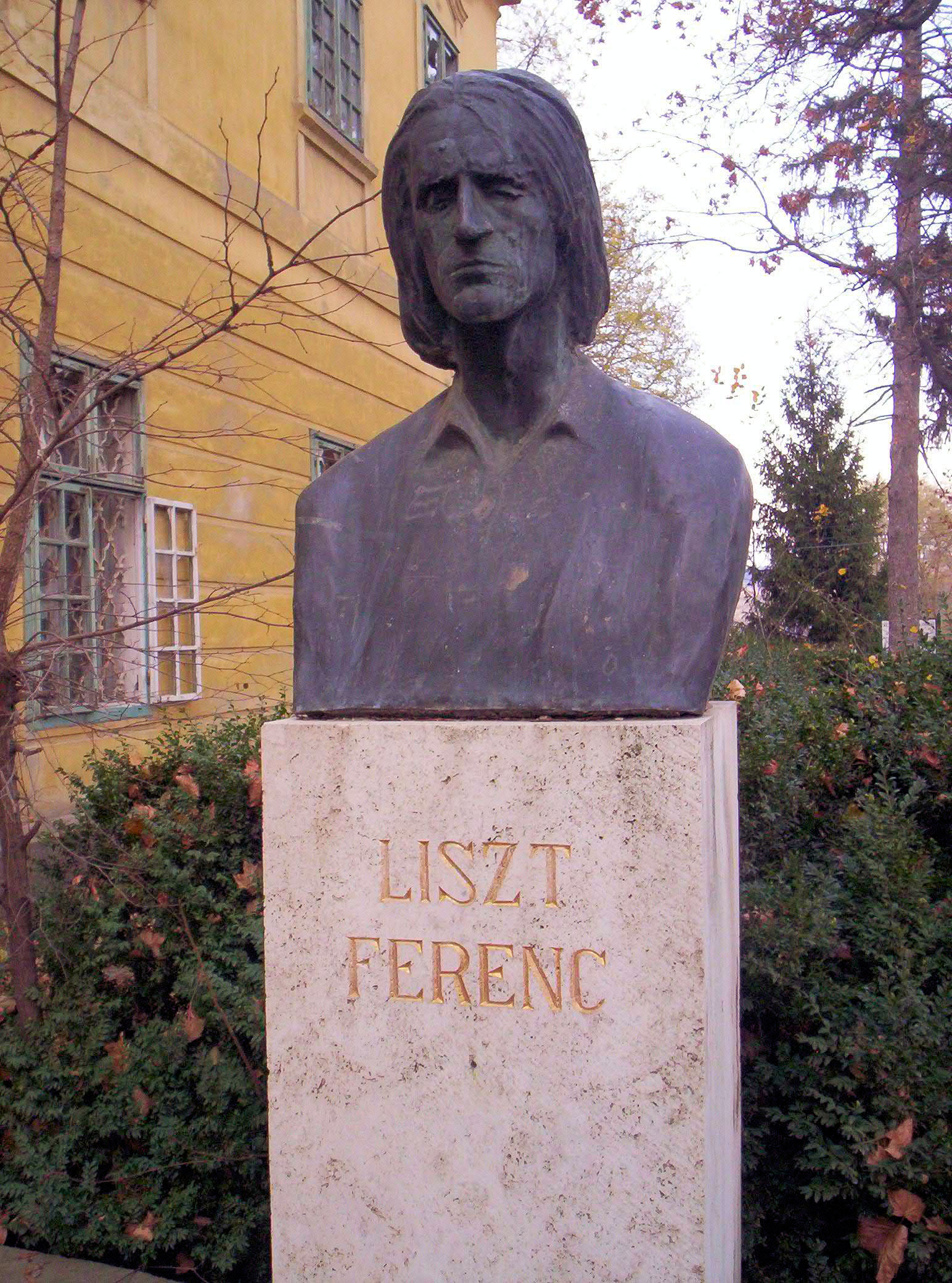
het borstbeeld van Franz Liszt, nu verplaatst naar schoolterrein
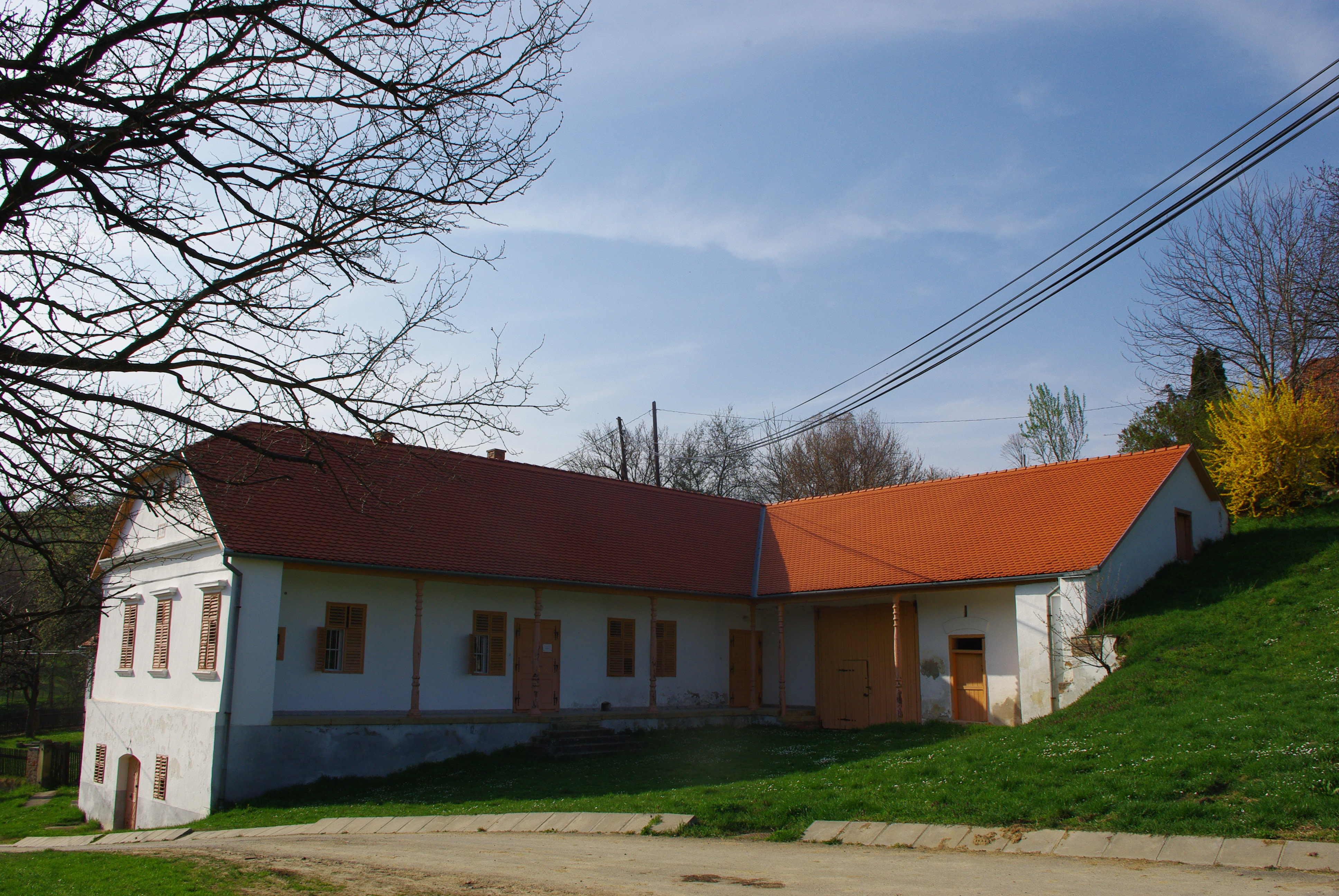
het "Heimatmuseum" van Mecseknádasd

In dezelfde tijd leefden volgens overlevering er twee gevluchte Britse prinsen Edmund en Edward, die het gebied van Nádasd verkregen van de koning. De heilige Margaretha van Schotland (Hongaars: Skóciai Szent Margit) zou in de nabijgelegen burcht Réka geboren zijn. Aan de weg naar Óbánya vindt men de ruïne van deze burcht. Volgens een decreet van koning Andreas II uit 1235 wordt het gebied om Nádasd en andere dorpen geschonken aan de bisschop [...] "Cum Terra Britanorum de Nadasth". Een houten sculptuur van Margaretha van Schotland is te zien in de midden in het dorp staande barokke Szent György kerk.
Het dorp heeft verschillende eigenaren gehad:
- In 1433 verkrijgt de familie Kórógyi uit Harsány het dorp.
- In 1465 wordt de familie Maróti de eigenaar van het dorp (oppidum, dorp met meer dan 500 inwoners).
- In 1472 is het dorp, dat vanaf die tijd behoorde tot het comitaat Baranya, in het bezit van graaf Erdődy.
- In 1478 verkreeg Miklós Csupor het dorp.

Het verval van het middeleeuwse Koninkrijk Hongarije begint met de slag bij Mohács op 29 augustus 1526. Vanaf 10 juli 1543 raakten ook Pécs en Pécsvárad onder heerschappij van het Ottomaanse Rijk, waarmee ook de geschiedenis van de benedictijner abdij in Pécsvárad een einde nam. Grote gebieden ontvolkten en de steden namen af in grootte.
Evliya Çelebi, een beroemd geworden 17e-eeuwse Ottomaanse reiziger, bereisde ook Nadazs en geeft in zijn reisnotities "Seyahatname" een beschrijving van de burcht en het dorp. De ruïne op de Schloßberg aan zuidzijde van de weg nr. 6 is nog te zien.
De als kapel in gebruik zijnde de middeleeuwse Szent Istvántemplom / St. Stefanskerk aan de voet van de Templomhegy / Kirchenberg bij de afslag van de weg nr. 6 naar Óbánya behoort tot de bezienswaardigheden. De kerk heeft delen van fresco's op de binnenwanden.
Van 1543 tot 1686 stond Mecseknádasd onder het bewind van het Ottomaanse Rijk. Hoewel in Hongarije in de Turkse tijd de meeste kerken verwoest zijn, is de Szent Istvántemplom blijven staan.
Na het vertrek van de Turken daalde het inwoneraantal sterk door de pestepidemieën. De vestiging van landverhuizers in Nadasch (Mecseknádasd) vond voor Baranaya betrekkelijk vroeg plaats in 1718. Vanuit het overbevolkte West-Europa, met name Duitsland, kwam een immigrantenstroom op gang uit het Rijnland, Hessen, Frankfurt, Stiermarken en Elzas-Lotharingen.
De eerste huizen werden door de immigranten om de middeleeuwse Szent István-kerk gebouwd: het "bovendorp". De oudste grafstenen van de ommuurde begraafplaats bij de kerk stammen uit circa 1745.
Het deel van het dorp oostelijk van de kerk wordt het "benedendorp" genoemd. Hier staat het in zeer vervallen staat verkerende, gedeeltelijk verzakt bisschoppelijk paleis. Grote delen van het grondgebied van de gemeente behoorden toe aan het bisdom Pécs. Een oude naam van het dorp verwijst hier ook naar: Püspöknádasd / Bischoffnadasch. In de tweede helft van de 18e eeuw werd door bisschop György Klimó van Pécs in 1770 de barokke kerk (Szt. György templom), het bisschoppelijke slot en de Golgotha Kapel van Onze-Lieve-Vrouw van Zeven Smarten ("Schneekapelle") gesticht. De pastorie werd gebouwd in 1771, de veertien stations van de Kruisweg in 1798 en de bijbehorende kapel in 1811. Voor het bisschoppelijke paleis stond het borstbeeld van Franz Liszt; het is nu verplaatst naar het terrein van de school. Franz Liszt heeft het bisschoppelijk paleis bezocht en bij die gelegenheid op 24 oktober 1846 zijn eerste vierstemmige koorwerk geschreven: "A Patacska".
In de 19de eeuw eindigde de periode van de immigratiegolf. Na de Tweede Wereldoorlog zijn ongeveer 200 Duitstalige gezinnen op grond van hun afkomst naar Duitsland verdreven of naar Oekraïne gezonden voor dwangarbeid. Enkelen daarvan zijn weer teruggekomen en hebben hun eigendommen weer kunnen terugkopen.
In het dorp is een oudheidkamer van de Duitse minderheid te vinden ("Német Nemzetiségi Tájház", "Heimatmuseum").

## Stedenband
Mecseknádasd heeft de volgende partnerplaatsen, alle in Duitsland :
- Frammersbach in Beieren, sinds 11 oktober 2003
- Unterensingen in Baden-Württemberg, sinds 1989
- Unterschleißheim in Beieren, sinds 2003